# Брунк, Отто
Отто Брунк (нем. Otto Brunck; 4 июля 1866, Кирххаймболанден — 29 января 1946, Фрайберг, Саксония) — немецкий геохимик, профессор Фрайбергской горной академии.

## Биография
Отто Брунк родился 4 июля 1866 в Кирххаймболандене; он был племянником немецкого химика Генриха Риттера фон Бранка (1847—1911). С 1884 по 1889 год Отто изучал химию в техническом университете в Мюнхене. С 1890 года состоял ассистентом в химическом институте университета Эрлангена, где в 1892 году защитил диссертацию о ДФФД — «О некоторых производных дифенилпарафендилендиамина» (Ueber einige Derivate des Diphenylparaphensylendiamins) — и стал кандидатом наук. Для продолжения работы и обучения, в 1892 году он перешел в химическую лабораторию Горной академии во Фрейберге, где в 1893 стал первым ассистентом и приват-доцентом.
В 1896 году Отто Брунк стал экстраординарным профессором, а в 1902 — полным профессором химии. 11 ноября 1933 года Отто Брунк был среди более 900 ученых и преподавателей немецких университетов и вузов, подписавших «Заявление профессоров о поддержке Адольфа Гитлера и национал-социалистического государства». Брунк специализировался на анализе металлов: так в 1905 году он разработал метод определения содержания серы в угле, важный для металлургической промышленности. В 1907 году он создал методику селективного количественного определения никеля с использованием диметилглиоксима. Отто Брунк скончался 29 января 1946 года в саксонском Фрайберге.

## Работы
- Die chemische Untersuchung der Grubenwetter. Freiberg, 1908.
- Ein Beitrag zur Geschichte der Chemie. Düsseldorf, 1931.
- Vorkommen, Gewinnung und Verbreitung deutschen Rohöles auf Schmieröle. Berlin, 1935.
- Quantitative Analyse. Dresden 1936. 2. Aufl. 1950, 3. Aufl. 1962.